# Cristian Urbistondo Lopez
Cristian Urbistondo Lopez, als speler bekend onder de roepnaam Txiki (Barcelona, 14 augustus 1979) is een Spaanse verdediger.

Zijn grootste succes behaalde hij met FC Cartagena tijdens het seizoen 2008-2009 als kampioen van de Segunda División B. Hij was een van de zeven spelers die door de club behouden bleven in de kern voor de Segunda División A. Hij kon bevestigen en was een van de smaakmakers van de ploeg die uiteindelijk vijfde eindigde en lang uitzicht had op een promotie naar het hoogste niveau in het Spaans voetbal. Ook tijdens het moeilijkere seizoen 2010-2011, de ploeg eindigde na een teleurstellende terugronde slechts op de dertiende plaats, was hij een van de sterkhouders. Tijdens het seizoen 2011-2012 overschreed Txiki de kaap van honderd wedstrijden voor de kustploeg. Maar het werd een slecht seizoen, zowel op individueel als collectief vlak. De speler kwetste zich tijdens de terugronde en kwam niet meer in de ploeg, die zich niet kon handhaven.
De speler werd niet verlengd en vond op de valreep een plaats voor het seizoen 2012-2013 bij Girona FC, een ploeg uit de Segunda División A. Daar vond hij twee gewezen ploegmaats van bij Cartagena Jesus Maria Herrero Gomez en Antonio Moral Segura terug. De speler kwam echter geheel niet in actie. Op het einde van het seizoen werd zijn contract ook niet verlengd.
Voor het seizoen 2013-2014 zette hij dan ook twee stappen terug door te tekenen bij La La Unión CF, een club uit de Tercera División.
Toen zijn gewezen teamgenoot bij FC Cartagena en vriend Mariano Sanchez Martinez de voetbalschoenen aan de haak hing en het project FC Pinatar opstartte, trok hij vanaf seizoen 2014-2015 naar deze ploeg uit de Tercera División.
Het daaropvolgende seizoen 2015-2016 werd zijn gewezen teamgenoot bij FC Cartagena en vriend Víctor Fernández trainer van FC Cartagena. Doordat nog maar een tiental spelers beschikbaar waren tijdens de seizoensstart, besliste Txiki om mij te oefenen bij de ploeg uit de Segunda División B. Hij zou in de running blijven tot de week voor de start van de competitie, maar werd toen niet weerhouden. Dezelfde week keerde hij terug naar La Unión CF, die nog steeds speelde in de Tercera División.
Tijdens de maand juli 2016 tekende hij voor het seizoen 2016-2017 bij reeks- en streekgenoot Mar Menor CF eenjarig contract. De ploeg kon niet kampioen worden, maar hij stapte over naar de kampioen CF Lorca Deportiva. Zo speelde hij weer in de Segunda División B. De ploeg kon zich echter niet handhaven en zo speelde hij vanaf seizoen 2018-2019 weer in de Tercera División.
Na de winterstop tekende hij in januari 2019 bij CD Teruel en belandde hij opnieuw in de Segunda División B. De ploeg stond op dat ogenblik op de twintigste en allerlaatste plek. De ploeg kon nog naar de zeventiende plaats opklimmen, maar dit was net niet voldoende om het behoud te verzekeren.
Op veertigjarige leeftijd keerde hij terug naar zijn regio en tekende hij bij UD Los Garres, een ploeg uit de Tercera División.
Tijdens seizoen 2020-2021 vertoefde hij nog op het Preferente niveau, bij Archena Sport. De ploeg kon op het einde van het seizoen de promotie naar de Tercera División RFEF afdwingen. De speler volgde de ploeg tijdens het seizoen 2021-2022 naar het nieuwe vijfde niveau van het Spaans voetbal.
Het daaropvolgende seizoen 2022-2023 stapt hij over naar streek- en reeksgenoot Unión Molinense.
Tijdens seizoen 2023-2024 keerde hij terug naar het Preferente niveau, dit maal bij streekgenoot El Raal.
CD Algar, dat vorig seizoen haar plaats in Tercera División verloor en zo terug afzakte naar Preferente, huurde de verdediger in voor seizoen 2024-2025.